# Microlycus heterocerus
Microlycus heterocerus är en stekelart som beskrevs av Thomson 1878. Microlycus heterocerus ingår i släktet Microlycus och familjen finglanssteklar.
Artens utbredningsområde är:
- Tjeckien.
- Frankrike.
- Tyskland.
- Ungern.
- Spanien.
- Sverige.
- Moldavien.

Arten är reproducerande i Sverige. Inga underarter finns listade i Catalogue of Life.